# Карбованец Рейхскомиссариата Украина
Карбо́ванец рейхскомиссариа́та Украи́на (укр. карбованець, сокр. крб, нем. karbowanez) — денежная единица рейхскомиссариата Украина III Рейха в 1942—1944 годах.

## Эмиссия и обращение
Выпускались немецким Центральным эмиссионным банком Украины (Центральний емісійний банк Україна, Zentralnotenbank Ukraine), организованными оккупационными германскими властями в Ровно 5 марта 1942 и имевшим филиалы в областных центрах, начиная с марта 1942 года, — девятью номиналами от 1 до 500 крб. Были выпущены в обращение 1 июля 1942 года. По заниженным оценкам, эмиссия банка Украины составила не менее 12 миллиардов карбованцев. Обращались на оккупированной территории западной и центральной Украины параллельно с немецкими марками (10 карбованцев = 1 рейхсмарка).
На территориях Генерал-губернаторства (б. Польши и Галичины), в зоне румынской оккупации (Одесса, Николаев, Транснистрия), в тыловых зонах ответственности групп немецких армий «Центр» и «Юг» и собственно в Рейхе хождения не имели и не обменивались. На востоке УССР и юго-западе РСФСР — Харькове, Сталино, Ворошиловграде, Белгороде, Воронежской области — имели весьма слабое распространение: население предпочитало советские рубли и марки, поскольку эти города так никогда и не вошли в состав гражданской территории рейхскомиссариата (соответствующие округа фактически не были созданы), а всю войну данные оккупированные территории имели лишь военную власть.

### Денежное обращение на оккупированной территорииУССР
На бо́льшей части оккупированной немцами территории СССР во время войны законным платёжным средством оставался советский рубль (червонец в рейхскомиссариате Украина — до 25 июля 1942) по курсу 10 рублей = 1 рейхсмарка.
Примечательно, что зарплату коллаборационистам (полицейским, бургомистрам и прочим лицам, сотрудничавшим с немецкими оккупационными властями) в 1941 — июле 1942 годов чаще всего платили советскими «сталинскими» рублями образца 1937 года с портретами: Ленина (червонцы) и воевавших против них красноармейцев и советских военных лётчиков (казначейские билеты).
В прифронтовой зоне перед карбованцем из-за близости фронта предпочтение отдавалось советскому рублю, который был официальным платёжным средством всё время оккупации и так же точно назывался на украинском языке и на ценниках карбованцем.
Все цены на оккупированной территории Украины указывались в карбованцах, под которыми понимались как советские рубли, так собственно карбованцы.
Например, в середине 1942 года билет на футбольный «Матч смерти» в Киеве стоил 5 крб., билет в харьковский зоопарк — 1—3 крб., килограмм хлеба на рынках Восточной Украины — 100—170 крб., обед (первое, второе, эрзац-какао) в частном кафе — 25—60 крб.
Цены на продовольствие были максимально высоки голодной зимой 1941/42 годов и снизились после появления урожая 1942 года, особенно в сентябре. Укреплению карбованца летом-осенью 1942 года также способствовали успехи немецких войск на фронте.
Поскольку советский рубль ходил по обе стороны фронта, а курс рейхсмарки был немцами искусственно завышен (и, соответственно, рубля занижен), цены на советской стороне были ниже, чем на немецкой. Это означало, что при освобождении какого-либо города от оккупантов цены на местном рынке сразу снижались, иногда в 2—3 раза, что положительно воспринималось населением.

### Введение карбованца и запрет хождения червонцев

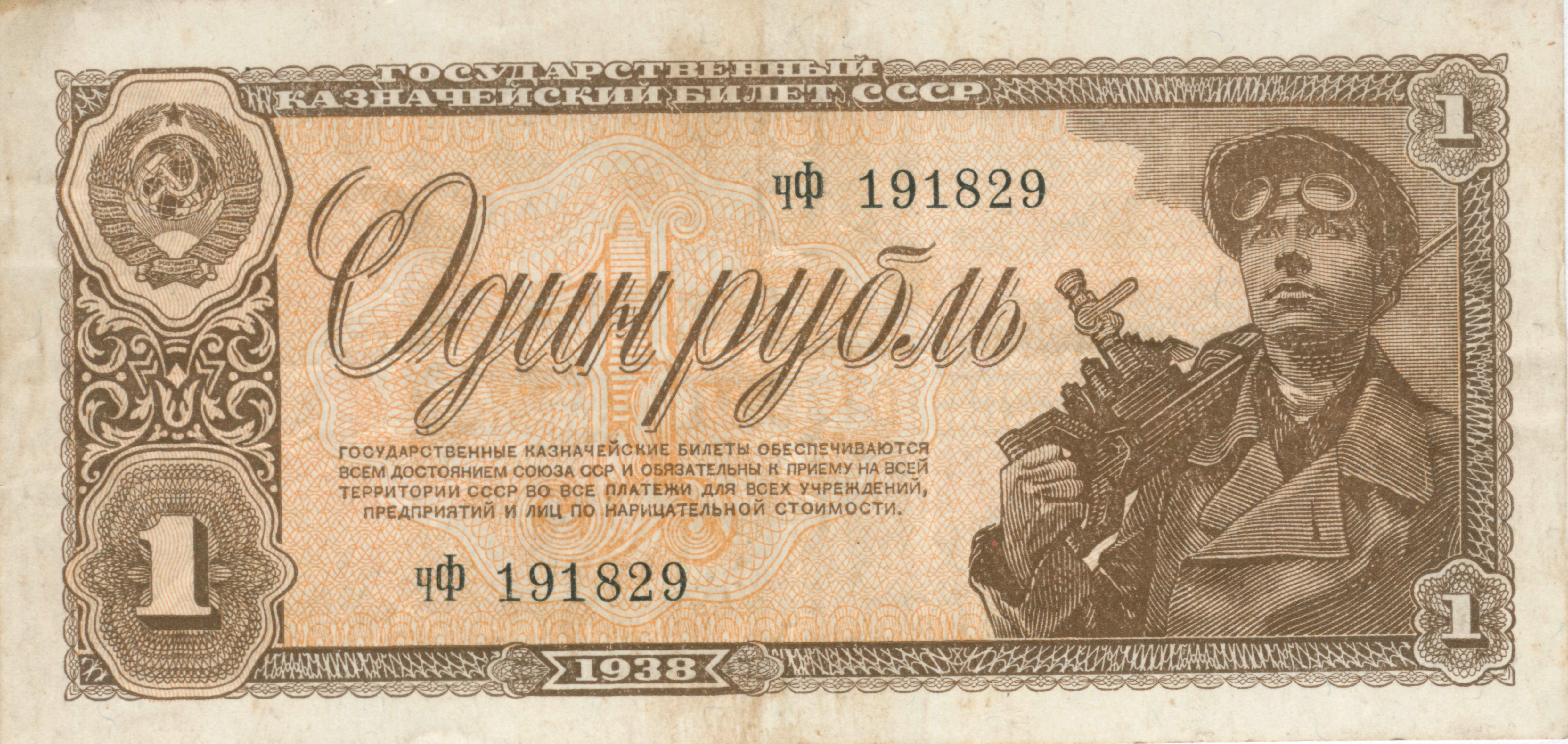
Был в реальном обращении все время оккупации
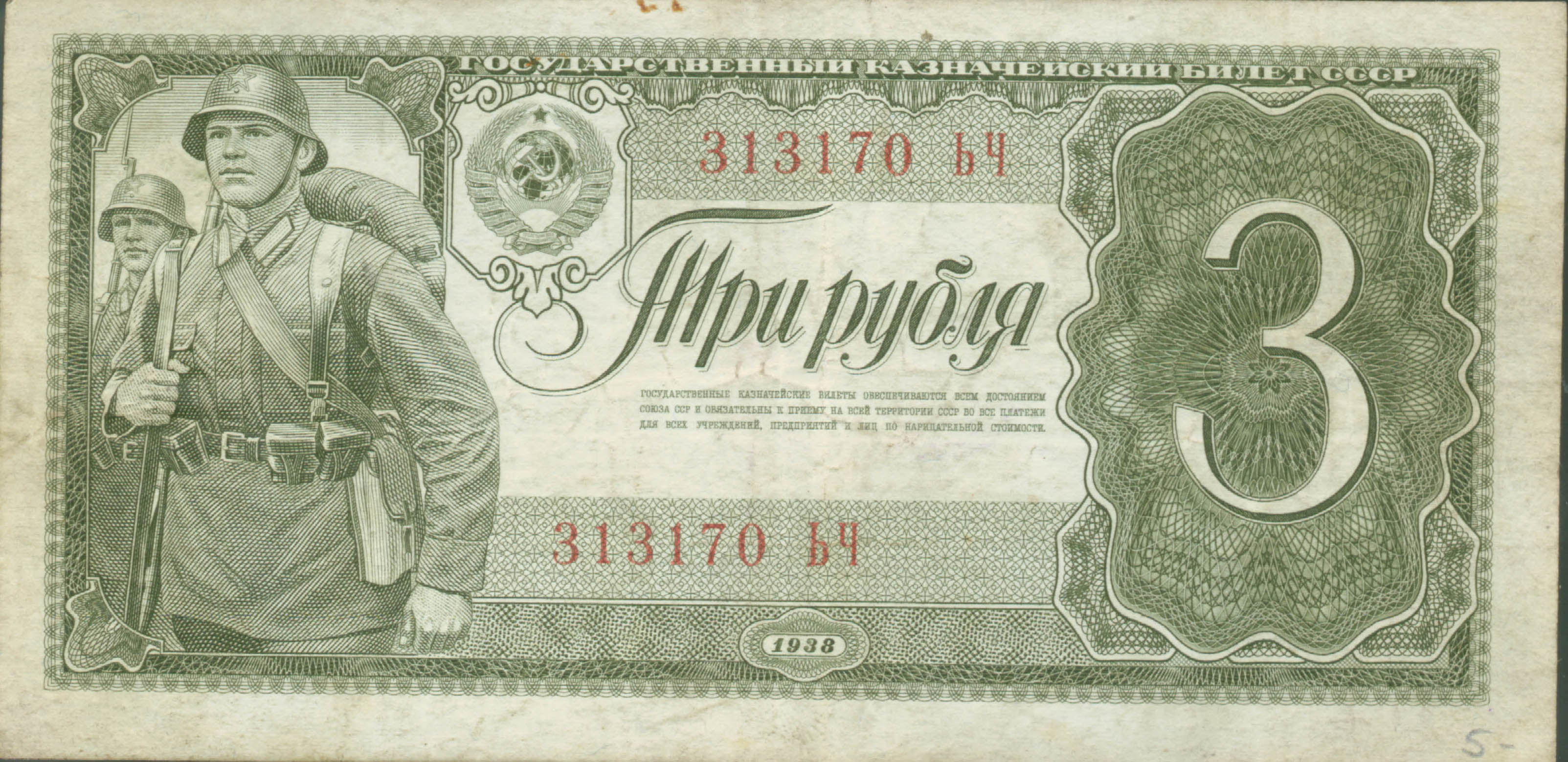
Был в реальном обращении все время оккупации
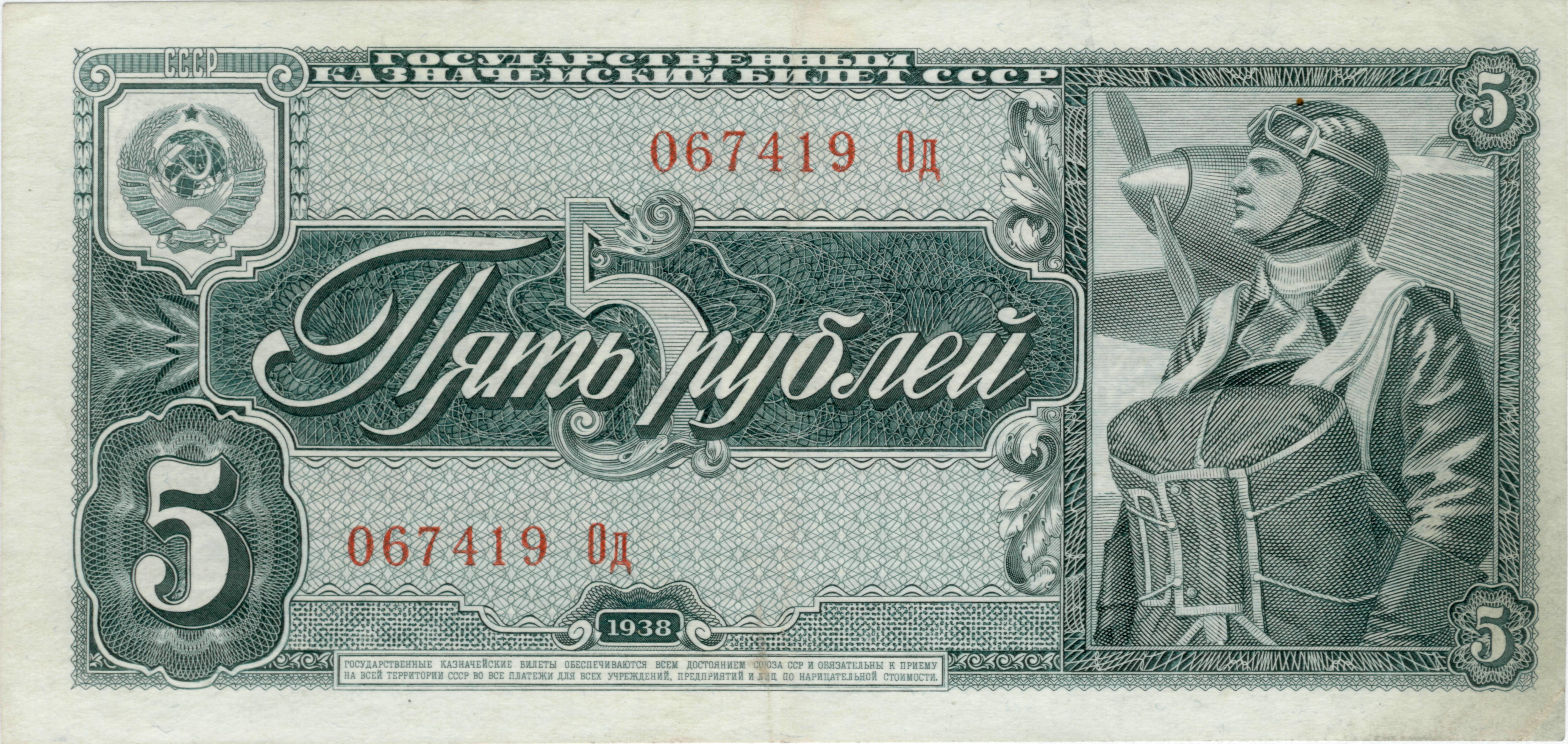
До 25 июля 1942 везде; затем на чёрном рынке и в тылу вермахта
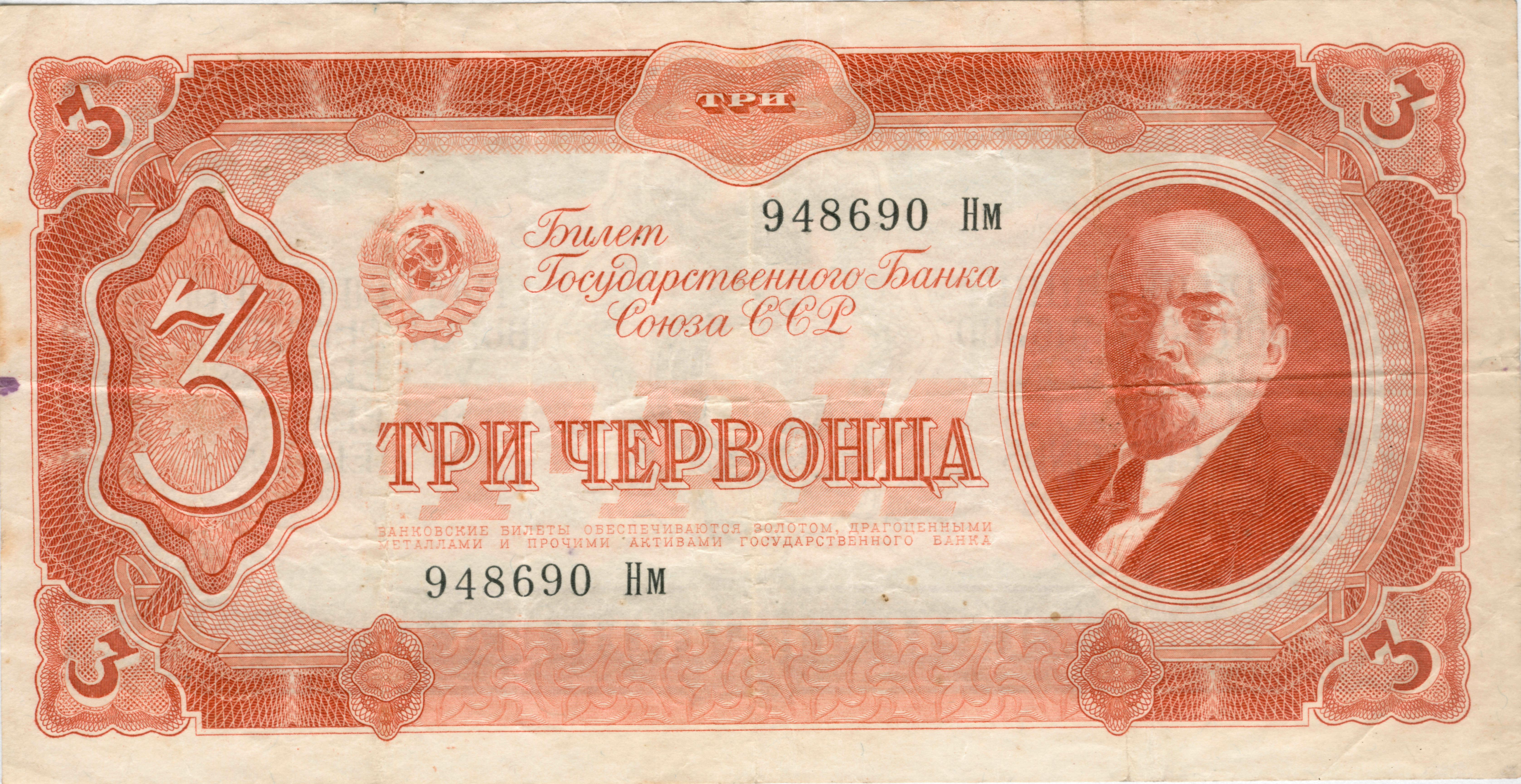
До 25 июля 1942 везде; затем на чёрном рынке и в тылу вермахта

У меня в кармане была получка, новые украинские деньги. Советские деньги перестали ходить в один день. Вдруг было объявлено, что советские деньги недействительны. Вместо них вышли отпечатанные в Ровно «украинские». По-моему, это была одна из самых незапутанных денежных реформ в мире: выбрасывай прежние деньги на помойку, и точка. 

Новые деньги отпечатали на очень скверной непрочной бумаге, с одной стороны — свастика и надписи по-немецки, с другой — тоже по-немецки, и только в самом низу по-украински: «Один карбованець», вот это и называлось «украинские» деньги.
Карбованец вошёл в обращение 1 июля 1942 года. В этот день были введены купюры от 5 до 500 карбованцев.
С 25 июля 1942 населению (в рейсхкомиссариате Украина, исключая тылы групп армий, куда относилось несколько сот километров от линии фронта)
было приказано сдать советские деньги достоинством выше 5 рублей. Купюры 1 рубль (с шахтёром) и 3 рубля (с красноармейцем) были оставлены в обращении как мелкие деньги, компенсирующие отсутствие схожих по номиналам 1 карбованца (был напечатан только летом 1943) и 2 крб. (практически весь их тираж был уничтожен).
Суммы советских денег свыше 20 рублей при обмене не выдавались, а зачислялись на специальные счета, по которым должны были быть выданы «после окончания войны» (естественно, не были выданы никогда). Потому покупательная способность и уровень жизни местного населения (не немцев, получавших деньги в оккупационных рейсхсмарках) резко упали из-за многократного уменьшения имевшейся на руках наличности; цены же остались прежними.
Это привело к тому, что население не спешило «просто так» сдавать червонцы, и они продолжали хождение на чёрном рынке. Также они вполне официально ходили в тылах групп немецких армий (находившихся под управлением не рейхскомиссариата, а военной администрации), к которым относился, например, третий по величине город СССР Харьков.

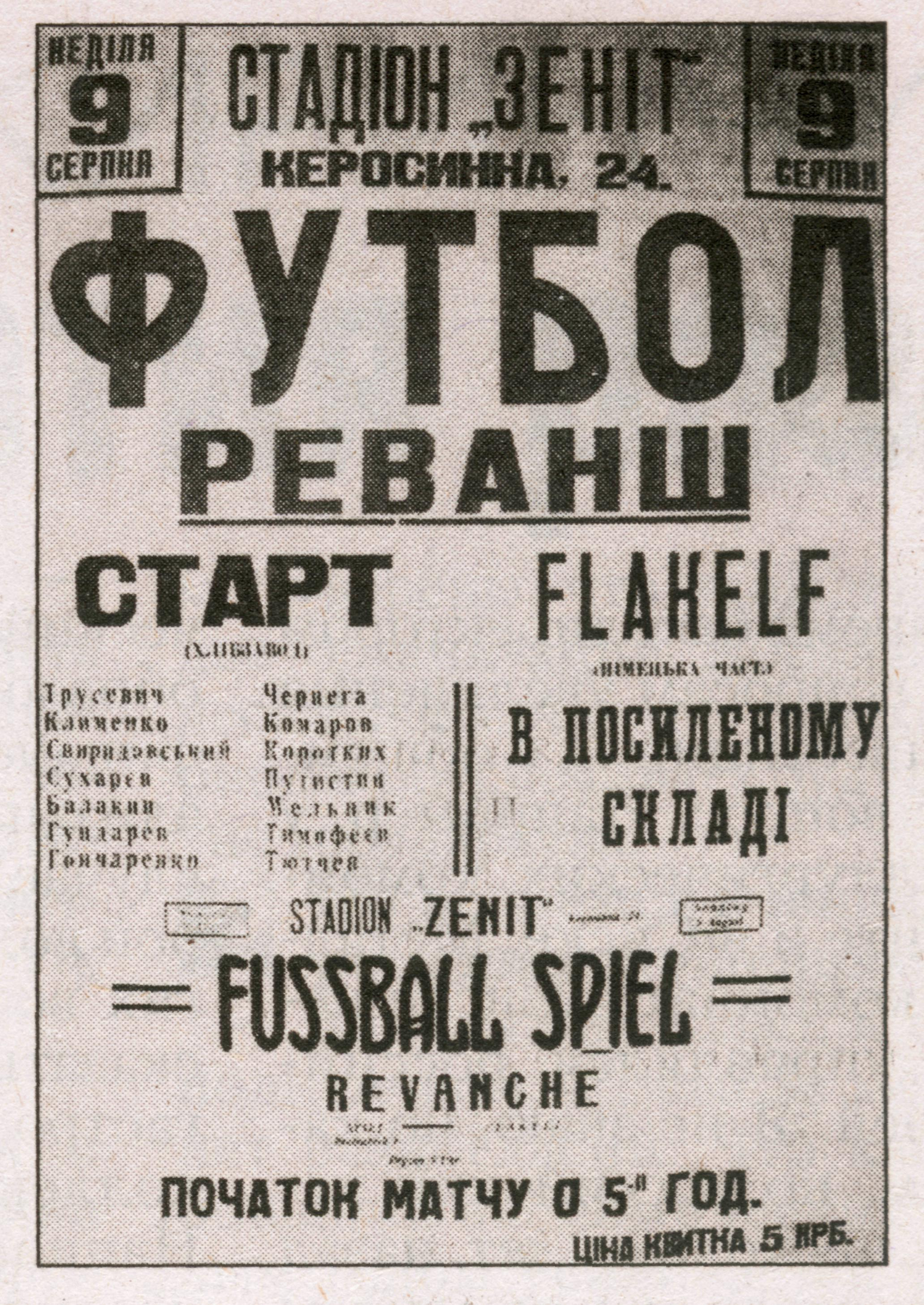
Афиша «матча смерти» (август 1942). Цена билета — 5 крб.

В обращении в рейхскомиссариате Украина остались:
- официально
  - оккупационные рейхсмарки,
  - карбованцы,
  - советские казначейские билеты номиналом до 5 рублей,
  - все советские монеты,
  - немецкие монеты 1, 5 и 10 пфеннигов;
- неофициально
  - советские червонцы.

### Конец карбованца
Курс карбованца на германской стороне на чёрном рынке часто отличался от официального. Он был равен официальному германскому курсу в период наибольших успехов немецких войск (в 1942 году). С успехами же советских войск и приближением линии фронта курс, как карбованца, так и рейхсмарок становился всё ниже и ниже по отношению к советскому рублю. Так, по свидетельству очевидцев, перед освобождением Киева осенью 1943 года население просто перестало что-либо продавать за карбованцы — только за рубли.
Обвальное падение курса карбованца на оставшейся под властью немцев территории Рейхскомиссариата произошло с начала 1944 года.
Немецкий оккупационный карбованец прекратил хождение в октябре 1944 года — за полным отсутствием оккупированной немцами территории, на которой могли бы обращаться данные деньги.
На советской территории оккупационные карбованцы не имели хождения, не признавались, не обменивались и не имели никакой ценности.

## Серия 1942—1943
Банкноты были отпечатаны в Германии. Дизайн карбованцев разработан в теме «счастливое украинское население». Банкнота в 2 карбованца практически не встречается — по легенде, весь тираж при перевозке по железной дороге был сожжён партизанами в немецком поезде.
| Банкноты серии 1942 года                        | Банкноты серии 1942 года | Банкноты серии 1942 года | Банкноты серии 1942 года | Банкноты серии 1942 года        | Банкноты серии 1942 года | Банкноты серии 1942 года | Банкноты серии 1942 года              | Банкноты серии 1942 года | Банкноты серии 1942 года |
| Изображение                                     | Изображение              | Номинал (карбованцев)    | Размеры (мм)             | Основные цвета                  | Описание | Описание | Описание                              | Дата                     | Дата                     |
| Лицевая сторона                                 | Оборотная сторона        | Номинал (карбованцев)    | Размеры (мм)             | Основные цвета                  | Лицевая сторона | Оборотная сторона | Водяной знак                          | печати                   | отмены                   |
| ----------------------------------------------- | ------------------------ | ------------------------ | ------------------------ | ------------------------------- | --- | --- | ------------------------------------- | ------------------------ | ------------------------ |
|                                                 |                          | 1                        | 93×48                    | оливковый коричневый            | Под обозначением номинала на немецком языке: Ровно, дата начала эмиссии, «Центральный эмиссионный банк Украины», подпись управляющего, печать банка с имперским орлом. С левой стороны на немецком языке вертикально повторен номинал. С правой стороны портреты людей из народа | Надписи на немецком сверху вниз и украинском снизу вверх: «Центральный эмиссионный банк Украина» прописью номинал купюры «Фальшування карається тяжкою тюрмою». В центре крупно и по 4-м углам мелко номинал цифрами | «Сетка» разного типа, на 50 — «грибы» | 1943                     | конец 1944               |
|                                                 |                          | 2                        | 120×55                   | серый сиреневый                 | Под обозначением номинала на немецком языке: Ровно, дата начала эмиссии, «Центральный эмиссионный банк Украины», подпись управляющего, печать банка с имперским орлом. С левой стороны на немецком языке вертикально повторен номинал. С правой стороны портреты людей из народа | Надписи на немецком сверху вниз и украинском снизу вверх: «Центральный эмиссионный банк Украина» прописью номинал купюры «Фальшування карається тяжкою тюрмою». В центре крупно и по 4-м углам мелко номинал цифрами | «Сетка» разного типа, на 50 — «грибы» | апрель 1942              | конец 1944               |
|                                                 |                          | 5                        | 130×60                   | оранжевый коричневый фиолетовый | Под обозначением номинала на немецком языке: Ровно, дата начала эмиссии, «Центральный эмиссионный банк Украины», подпись управляющего, печать банка с имперским орлом. С левой стороны на немецком языке вертикально повторен номинал. С правой стороны портреты людей из народа | Надписи на немецком сверху вниз и украинском снизу вверх: «Центральный эмиссионный банк Украина» прописью номинал купюры «Фальшування карається тяжкою тюрмою». В центре крупно и по 4-м углам мелко номинал цифрами | «Сетка» разного типа, на 50 — «грибы» | апрель 1942              | конец 1944               |
|                                                 |                          | 10                       | 150×68                   | красный коричневый              | Под обозначением номинала на немецком языке: Ровно, дата начала эмиссии, «Центральный эмиссионный банк Украины», подпись управляющего, печать банка с имперским орлом. С левой стороны на немецком языке вертикально повторен номинал. С правой стороны портреты людей из народа | Надписи на немецком сверху вниз и украинском снизу вверх: «Центральный эмиссионный банк Украина» прописью номинал купюры «Фальшування карається тяжкою тюрмою». В центре крупно и по 4-м углам мелко номинал цифрами | «Сетка» разного типа, на 50 — «грибы» | апрель 1942              | конец 1944               |
|                                                 |                          | 20                       | 165×75                   | оливковый фиолетовый            | Под обозначением номинала на немецком языке: Ровно, дата начала эмиссии, «Центральный эмиссионный банк Украины», подпись управляющего, печать банка с имперским орлом. С левой стороны на немецком языке вертикально повторен номинал. С правой стороны портреты людей из народа | Надписи на немецком сверху вниз и украинском снизу вверх: «Центральный эмиссионный банк Украина» прописью номинал купюры «Фальшування карається тяжкою тюрмою». В центре крупно и по 4-м углам мелко номинал цифрами | «Сетка» разного типа, на 50 — «грибы» | апрель 1942              | конец 1944               |
|                                                 |                          | 50                       | 173×85                   | зелёный                         | Под обозначением номинала на немецком языке: Ровно, дата начала эмиссии, «Центральный эмиссионный банк Украины», подпись управляющего, печать банка с имперским орлом. С левой стороны на немецком языке вертикально повторен номинал. С правой стороны портреты людей из народа | Надписи на немецком сверху вниз и украинском снизу вверх: «Центральный эмиссионный банк Украина» прописью номинал купюры «Фальшування карається тяжкою тюрмою». В центре крупно и по 4-м углам мелко номинал цифрами | «Сетка» разного типа, на 50 — «грибы» | апрель 1942              | конец 1944               |
|                                                 |                          | 100                      | 179×93                   | синий голубой                   | Под обозначением номинала на немецком языке: Ровно, дата начала эмиссии, «Центральный эмиссионный банк Украины», подпись управляющего, печать банка с имперским орлом. С левой стороны на немецком языке вертикально повторен номинал. С правой стороны портреты людей из народа | Надписи на немецком сверху вниз и украинском снизу вверх: «Центральный эмиссионный банк Украина» прописью номинал купюры «Фальшування карається тяжкою тюрмою». В центре крупно и по 4-м углам мелко номинал цифрами | «Сетка» разного типа, на 50 — «грибы» | апрель 1942              | конец 1944               |
|                                                 |                          | 200                      | 182×98                   | коричневый оливковый            | Под обозначением номинала на немецком языке: Ровно, дата начала эмиссии, «Центральный эмиссионный банк Украины», подпись управляющего, печать банка с имперским орлом. С левой стороны на немецком языке вертикально повторен номинал. С правой стороны портреты людей из народа | Надписи на немецком сверху вниз и украинском снизу вверх: «Центральный эмиссионный банк Украина» прописью номинал купюры «Фальшування карається тяжкою тюрмою». В центре крупно и по 4-м углам мелко номинал цифрами | «Сетка» разного типа, на 50 — «грибы» | апрель 1942              | конец 1944               |
|                                                 |                          | 500                      | 186×104                  | фиолетовый пурпурный            | Под обозначением номинала на немецком языке: Ровно, дата начала эмиссии, «Центральный эмиссионный банк Украины», подпись управляющего, печать банка с имперским орлом. С левой стороны на немецком языке вертикально повторен номинал. С правой стороны портреты людей из народа | Надписи на немецком сверху вниз и украинском снизу вверх: «Центральный эмиссионный банк Украина» прописью номинал купюры «Фальшування карається тяжкою тюрмою». В центре крупно и по 4-м углам мелко номинал цифрами | «Сетка» разного типа, на 50 — «грибы» | апрель 1942              | конец 1944               |
| Масштаб изображений — 1,0 пикселя на миллиметр. |                          |                          |                          |                                 | | |                                       |                          |                          |

## Пробная монета
На монетном аукционе Kunker в марте 2008 года была продана монета Рейхскомиссариата Украина номиналом 50 копеек, датированная 1943 годом. Реверс монеты (изображение колоса и шестерни) в дальнейшем был использован (с изменением только даты) в дизайне реверса первых монет пфеннига ГДР. Эта монета никогда не поступала в обращение; вероятно, представляя собой экспериментальный выпуск.